# Lundby samläroverk med försöksgymnasium
Lundby samläroverk med försöksgymnasium var ett läroverk i Lundby i Göteborg verksamt från 1950 till 1966.

## Historia
1950 bildades Lundby samrealskola. 1957 påbörjades avvecklingen av realskolan samtidigt som ett försöksgymnasium inrättades. Skolan kommunaliserades 1966 och skolan namnändrades då till Lundby gymnasium som senare fick namnet Vingagymnasiet. Studentexamen gavs från 1960 till 1968 och realexamen från 1954 till 1960.
Som skollokal användes inledningsvis Kvarnbergsskolan och från 1956 en nybyggd skola på Hisingen för Lundby samläroverk, som senare blev Vingagymnasiet och Lundby gymnasium, och vars byggnad revs 2020.